# Église Sainte-Marie-Madeleine de Rennes-le-Château
L’église Sainte-Marie-Madeleine est une église située à Rennes-le-Château, dans le département français de l'Aude.

## Historique
L'église dédiée à Marie Madeleine et qui date probablement du XIe siècle, est à l'origine la chapelle des comtes du Razès. En 1185, l'église est citée dans les inventaires de l'ordre de Saint-Jean de Jérusalem. Elle est partiellement détruite lors des guerres de Religion. Délabrée et vétuste au XIXe siècle, elle fait l'objet d'importantes restaurations par son curé Bérenger Saunière à partir de 1886. Il y aurait découvert d'étranges parchemins, un tombeau et un trésor à l'origine de la légende trésoraire de Rennes-le-Château. Ce curé est à l'origine du décor de style sulpicien et du mobilier de l'église toujours visibles actuellement.
L'édifice est inscrit au titre des monuments historiques par arrêté du 26 juillet  1994.
Le 23 avril 2017, jour du premier tour de l'élection présidentielle de 2017, une femme portant une cape, un voile et un masque vénitien vandalise plusieurs décors de l'église à la hache. La représentation d'Asmodée, qui porte le bénitier, est décapitée et amputée d'un bras, et un coran est posé auprès. Le bas-relief de l'autel de Marie-Madeleine est également dégradé. Interpellée par la gendarmerie, elle indique : « Aujourd'hui, ici, c'est un jour d'élection présidentielle, pendant qu'en Syrie l'Occident bombarde et tue des enfants. Vous êtes tous des mécréants! Mon mari est là-bas ».

## Description
Des bandes lombardes rythment le chevet et un litre funéraire orne l'extérieur de l'église. Le presbytère est dans le prolongement de l'église, englobant sa façade.
Sur le tympan du porche de l'église paroissiale au-dessus de la clé de voûte représentant les armoiries du pape Léon XIII (accompagnées de sa devise Lumen in coelo, « lumière dans le ciel »), on peut lire l'inscription en latin, Terribilis est locus iste (« Terrible est ce lieu », citation tronquée de Genèse, XXVIII, 17), suivie de l'explication Domus mea domus orationis vocatibus (« Ma maison sera appelée maison de prière », référence à Matthieu, XXI,13). Le fronton, recouvert d'un triangle bordé de céramiques jaunes faisant penser à des volutes, abrite la statue de Marie Madeleine qui tient dans ses mains une croix et est surmontée de l'inscription In hoc signo vinces (« par ce signe tu vaincras »). Sous la statue, est écrit REGNUM  MUNDI ET OMNEN ORNATUM SOECULI CONTEMPSI PROPTER AMOREM DOMINI MEI JESU CHRISTI QUEM VIDI QUEM AMAVI IN QUEM CREDIDI QUEM DILEXI (« J'ai méprisé le règne de ce monde et tous les attraits de ce siècle à cause de l'amour de mon maître Jésus Christ, que j'ai vu, que j'ai aimé, en qui j'ai cru et que j'ai choisi », phrase tirée de l'Office des Saintes Femmes dans le bréviaire à l'époque de l'abbé Saunière).
À gauche de l'entrée, le démon ailé Asmodée (nom attribué dans L'Or de Rennes par Gérard de Sède en 1956), gardien du seuil, soutient le bénitier en forme de coquille Saint-Jacques. Au-dessus, un socle sculpté de deux griffons est associé à deux inscriptions, « par ce signe tu le vaincras » et « BS » et supporte quatre anges décortiquant le signe de croix. Ce diable a été plusieurs fois vandalisé (œil arraché, décapité).
Les murs sont recouverts de peintures en relief de style populaire. Dans cette église, l'abbé a fait poser un dallage noir et blanc que Gérard de Sède interprète comme un échiquier de soixante-quatre cases, orienté vers les points cardinaux. Autres éléments symboliques, les stations du chemin de croix.
Le fond de l'église est occupé par une fresque au-dessus du confessionnal et sur laquelle est sculptée une ronde-bosse appelée « Mont des béatitudes » ou « Christ sur la montagne fleurie », représentant un Christ en gloire avec à ses pieds un groupe de personnages lui rendant hommage et une besace trouée.
Plusieurs statues qui se font face ornent la nef : Asmodée et saint Jean-Baptiste, Saint Roch et sainte Germaine de Pibrac, Saint Antoine l'Ermite et sainte Marie-Madeleine, Saint Antoine de Padoue qui fait face à la chaire, cette dernière marquerait l'emplacement de la « dalle des chevaliers » découverte par Saunière. Les statues de Saint Joseph et de la Vierge se trouvent à gauche et à droite de l'autel style roman, en terre cuite avec ciborium peint. L'abside est surmontée d'une voûte bleue ornée d'étoiles dorées. Les vitraux sont réalisés par le maître-verrier Henri Feur.
De nombreux éléments (peintures, statuaire) sont interprétés par les chercheurs de trésor comme la représentation de manière hermétique des douze caches du trésor (pech de Bugarach, basilique Notre-Dame de Marceille) et l'appartenance de Saunière à des milieux occultistes, rosicruciens ou francs-maçons.

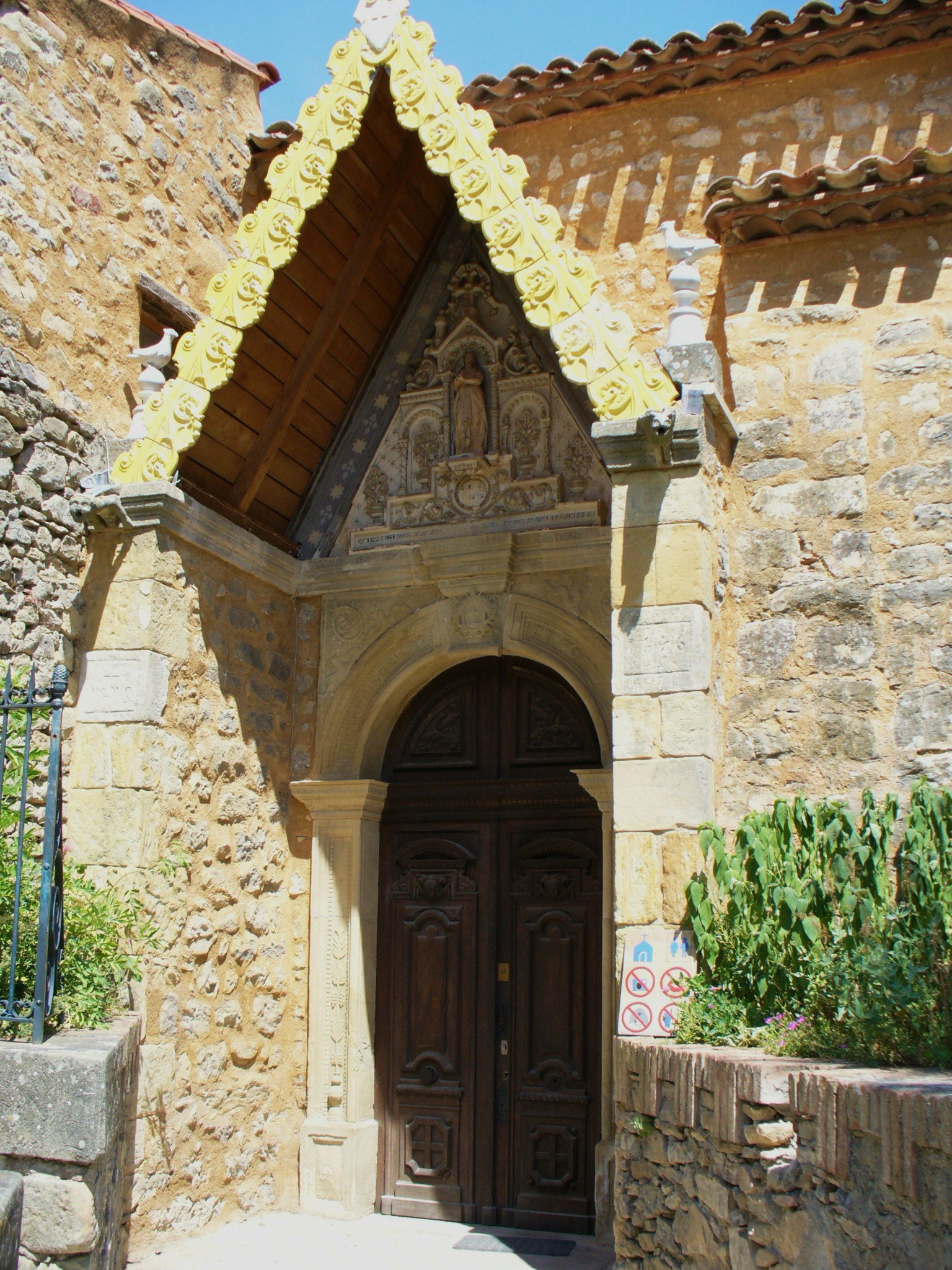
Entrée de l'église
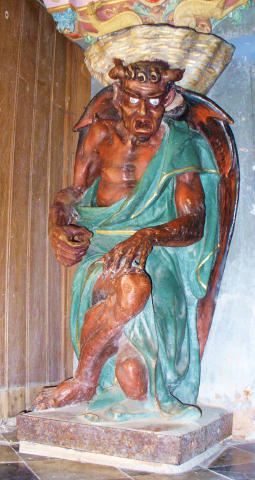
Asmodée supportant le bénitier
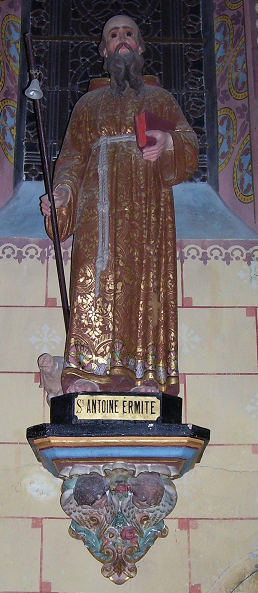
Saint Antoine l'Ermite
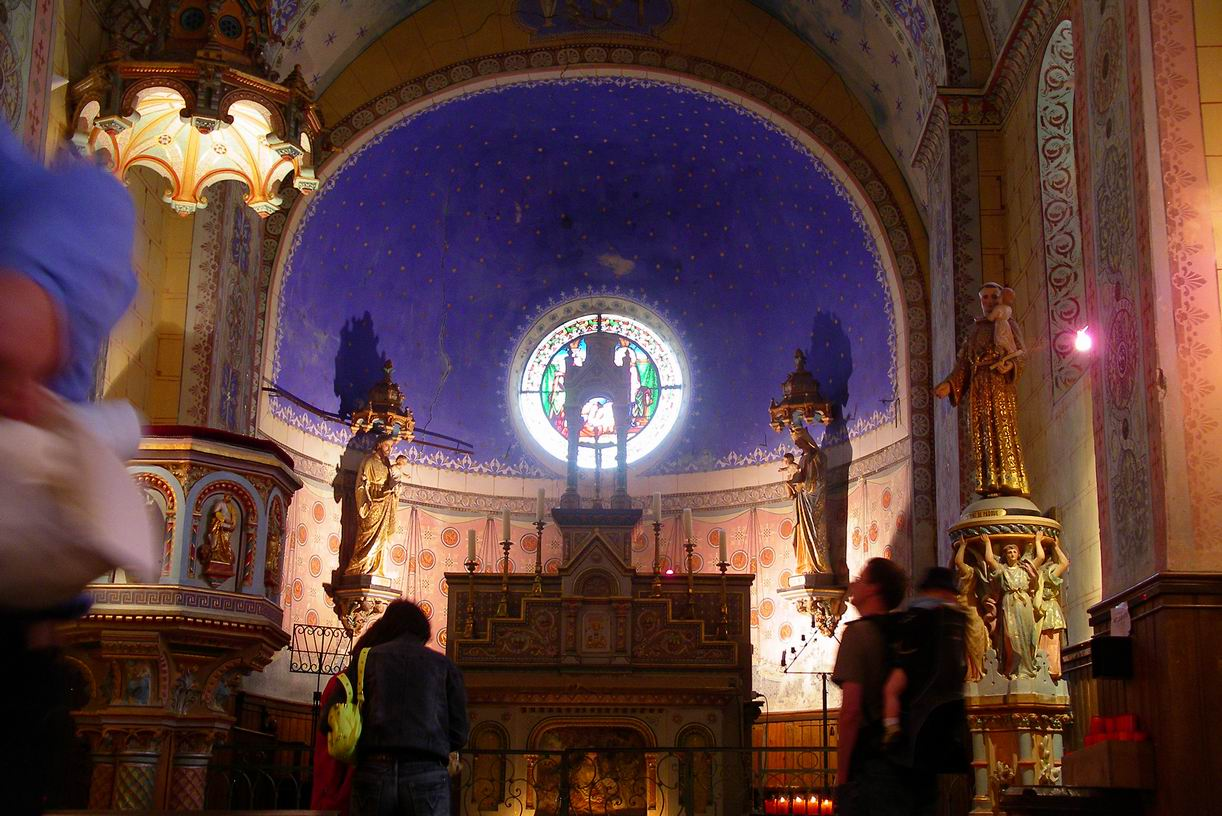
Autel